# Alexander Callens
Alexander Martín Marquinho Callens Asín (ur. 4 maja 1992 w Callao) – peruwiański piłkarz z obywatelstwem hiszpańskim występujący na pozycji środkowego obrońcy, reprezentant Peru, od 2023 roku zawodnik greckiego AEK-u Ateny.